# 福山伯明
福山 伯明（ふくやま のりあき、1912年 - 1946年3月6日）は、日本の植物学者。主にラン科植物の分類学的研究で知られ、生涯に100種類以上の新種を発表した。

## 経歴
1912年、千葉県生まれ。1931年に台北高等学校を卒業。台湾の台北帝国大学に進学し、理農学部で植物学を専攻した。理農学部教授には工藤祐舜がおり、植物分類学の講座を担当していた工藤に師事した。1934年に台北帝国大学を卒業。その後は、台湾総督府農業部応用動物科嘱託となる一方で、同大に残ってラン科植物の分類学的研究を進めた。1932年に師の工藤祐舜が台北市にて死去すると、正宗厳敬、鈴木蒔夫らと共に工藤を記念した学術雑誌「KUDOA」を発行した（1933～1937年、全5号）。
1941年、台北高等学校（現:国立台湾師範大学）助手に採用。1942年、台北高等学校講師に転じ、翌1943年に同校教授に昇進（高等学校尋常科の教授も兼任）。太平洋戦争終戦後も統治に残って教務にあたったが、1946年に台北市で交通事故に遭い死去した。

## 研究内容・業績
- 特にラン科植物の研究で知られ、生涯に100種類以上の新種を発表した。
- 福山が採集したラン科植物の標本は散逸したと思われていたが、のちに正宗厳敬によって発見された[3]。その標本をもとに、正宗の手によって琉球列島などのラン科の新種が複数明らかにされた[1][4]。

## 参考
- 台北高校博物課程を紹介した「尋常見不凡－台北高等学校植物標本特別展」で採集した植物標本などが紹介された。